# نادي ليبرتاد (الإكوادور)
نادي ليبرتاد لكرة القدم (بالإسبانية: Libertad Fútbol Club) هو نادي كرة قدم محترف إكوادوري من مدينة لوخا . تأسس في 17 مايو 2017، ويلعب في دوري الدرجة الأولى.